# About Time (Ten Years After)
About Time è un album in studio del gruppo blues rock inglese Ten Years After, pubblicato nel 1989. Si tratta dell'ultimo album con Alvin Lee in formazione.

## Tracce
1. Highway of Love – 5:13
2. Let's Shake It Up – 5:14
3. I Get All Shook Up – 4:38
4. Victim of Circumstance – 4:29
5. Goin' to Chicago – 4:22
6. Wild Is the River – 3:53
7. Saturday Night – 4:06
8. Bad Blood – 7:09
9. Working in a Parking Lot – 4:52
10. Outside My Window – 5:47
11. Waiting for the Judgement Day – 4:30

## Formazione
- Alvin Lee - chitarra, voce
- Leo Lyons - basso
- Ric Lee - batteria
- Chick Churchill - tastiera